# نایجل گری (بازیکن فوتبال)
نایجل گری (انگلیسی: Nigel Gray؛ زادهٔ ۲ نوامبر ۱۹۵۶) بازیکن فوتبال اهل بریتانیا است.
از باشگاه‌هایی که در آن بازی کرده‌است می‌توان به باشگاه فوتبال چارلتون اتلتیک، باشگاه فوتبال سوئیندون تاون، باشگاه فوتبال توتینگ اند میتچام یونایتد، باشگاه فوتبال برنتفورد، باشگاه فوتبال وایکام واندررز و باشگاه فوتبال لیتون اورینت اشاره کرد.